# Love Story (danceteria)
Love Story é o nome fantasia do bar e restaurante dançante mimar danceteria de São Paulo que foi fundada em setembro de 1991 Conhecida pelo seu slogan : A casa de todas as casas, pelo seu longo horário de funcionamento que muitas vezes passa do clarear do dia e pela frequência de personalidades da mídia. A casa é uma das recomendações do guia de turismo da grife Louis Vuitton.
Foi pensada para ser o ponto de encontro dos profissionais que trabalham na noite de São Paulo. O público é variado e inclui artistas, modelos ,jogadores de futebol,trabalhadores e [[ acompanhantes da noite]s.
A casa é citada em alguns livros como: De malas prontas de Danuza Leão; Amor esquartejada de Roger Franchini e  "Correr: O exercício, a cidade e o desafio da maratona" de Drauzio Varella.
Em 2021, pelo motivo da pandemia, a casa que vinha se recuperando muito bem de uma recuperação judicial que estava para acabar em poucos meses, estava as contas no azul e em dia, e no seu auge tendo feito seu maior faturamento da história de 30 anos nesse período inclusive. após uma reforma nas suas instalações e um ano fechada por determinação do governo de São Paulo ( pandemia ), foi fechada, sendo obrigada a sair do imóvel onde alugou por mais de uma década e que foi a segunda casa da marca,  O primeiro imóvel da casa foi também no centro de São Paulo, na rua marjo sertorio.  o processo de falência está em desdobramento e corre no forum central de São Paulo. ouve um leilão dos bens (móveis) que estavam dentro do imóvel, sofas, um estoque cheio de bebidas importadas,  3 bares, ar condicionados indústriais novos, letreiros em neon, som, iluminação, mesa de som, cdjs, máquinas de fumaca e c02 , geladeiras, freazzer, fogão industrial e outros muitos miúdos, para pagamentos de ações trabalhistas que eram o maior passivo da casa, esses bens foram arrematados por 200 mil reais. Por empresários Facundo Guerra, Cairê Aoas e Lily Scott que também alugaram o espaço onde a 
love story não está mais desde 2020 e teve seu conceito e local totalmente reformulado, tendo como nome Love Cabaret.
O nome fantasia da marca 
love story não estava no leilão,  Somente os bens móveis como citados na ata judicial do processo.

## Ambiente

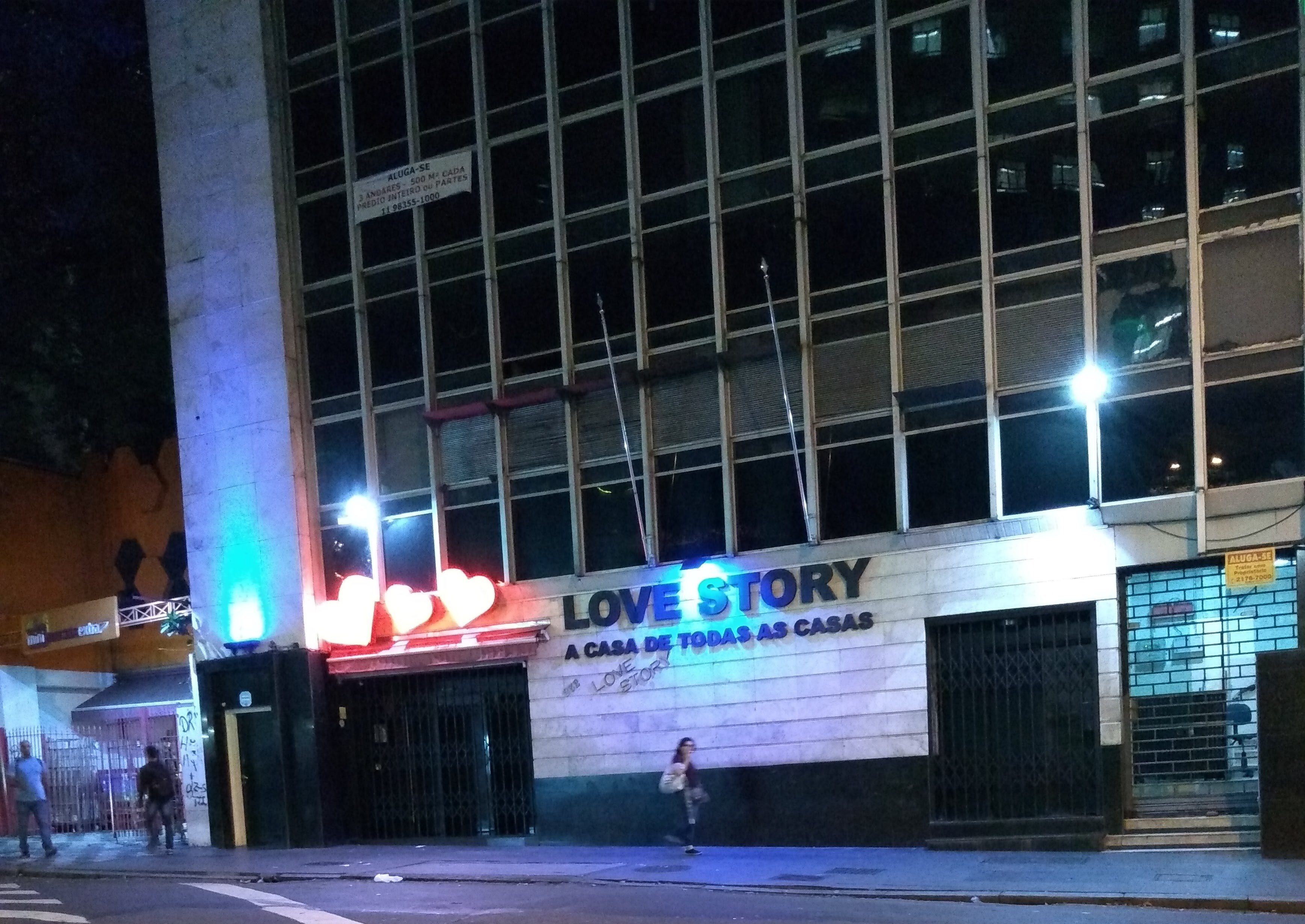
Fachada do Love Story

É composto por dois andares. No primeiro existem sofás e micro palcos onde ocorrem performances de dançarinas. No segundo fica a área VIP e o espaço do DJ, um american bar e é possível ver a pista de dança inteira.

## Site oficial
- Love Story - Site oficial